# Друстенай
Друстенай (лит. Drūstėnai) — село в восточной части Литвы. Входит в состав Швенченеляйского староства Швянчёнского района. По данным переписи Литвы 2011 года, население Друстеная составляло 4 человека.

## История
В 1970-е годы через село проходила узкоколейная железная дорога Паневежис — Поставы, и пассажирские поезда здесь останавливались.

## География
Село расположено в центральной части района. Расстояние до Швянчёниса — 9 км, до Швенчёнеляя — 4 км. Ближайшие села: Любишке и Трудай.

## Население
| 1905                           | 1931 | 1959 | 1970 | 1979 | 1989 | 2001 | 2011 |
| ------------------------------ | ---- | ---- | ---- | ---- | ---- | ---- | ---- |
| 54                             | 101  | 80   | 51   | 34   | 17   | 16   | 4    |
| Гистограмма динамики населения |      |      |      |      |      |      |      |